# Gonomyia mundewudda
Gonomyia mundewudda är en tvåvingeart som beskrevs av Günther Theischinger 1994. Gonomyia mundewudda ingår i släktet Gonomyia och familjen småharkrankar. Inga underarter finns listade i Catalogue of Life.